# Maschinenfabrik Kramatorsk
Die Maschinenfabrik Kramatorsk (ukr.: Старокраматорський машинобудівний завод) ist ein Maschinenbauunternehmen in der Rechtsform der Aktiengesellschaft mit Sitz in Kramatorsk, Region Donezk in der Ukraine. Das Unternehmen hat rund 1100 Mitarbeiter.

## Geschichte
Das Unternehmen wurde 1896 von der deutschen Firma V. Fitzner und K. Gamper gegründet. Produziert wurde vor allem Ausrüstung für die Kohleindustrie. Heute produziert das Unternehmen Ausrüstung für die Metallurgie, Bergbau und andere Industrien. Im Zweiten Weltkrieg wurde das Unternehmen, nach der deutschen Eroberung der Ukraine 1941, wiederaufgebaut und im Rahmen des Iwan-Programms genutzt. In dieser Zeit wurde das Unternehmen durch die Gutehoffnungshütte als sogenannter Patenbetrieb betrieben.
| Jahr | Anzahl |
| ---- | ------ |
| 2008 | 2292   |
| 2009 | 1395   |
| 2010 | 1276   |
| 2014 | 1097   |